# Sangalopsis alvona
Sangalopsis alvona är en fjärilsart som beskrevs av Thierry-mieg 1893. Sangalopsis alvona ingår i släktet Sangalopsis och familjen mätare. Inga underarter finns listade.